# Stockholmsstadgan
Stockholmsstadgan var ett reglemente som författades av Erik Larsson Sparre och Hogenskild Bielke på uppdrag av Johan III och trädde i laga kraft genom beslut av Riksdagen år 1582 i Stockholm. Stadgan rörde kyrkliga frågor samt inskränkte hertig Karl självständiga skatte- och privilegiepolitik i hans hertigdöme. Stockholmsstadgan modifierades till hertig Karls fördel genom Vadstena artiklar 1587.